# Sanarate
Sanarate est une ville du Guatemala.